# Easton (Maryland)
Easton és una població dels Estats Units a l'estat de Maryland. Segons el cens del 2000 tenia 11.708 habitants.

## Demografia
Segons el cens del 2000, Easton tenia 11.708 habitants, 5.031 habitatges, i 2.882 famílies. La densitat de població era de 439,3 habitants/km².
Dels 5.031 habitatges en un 27,6% hi vivien nens de menys de 18 anys, en un 39,9% hi vivien parelles casades, en un 13,9% dones solteres, i en un 42,7% no eren unitats familiars. En el 36,2% dels habitatges hi vivien persones soles el 15,8% de les quals corresponia a persones de 65 anys o més que vivien soles. El nombre mitjà de persones vivint en cada habitatge era de 2,22 i el nombre mitjà de persones que vivien en cada família era de 2,91.
Per edats la població es repartia de la següent manera: un 22,6% tenia menys de 18 anys, un 7,5% entre 18 i 24, un 29,8% entre 25 i 44, un 20,8% de 45 a 60 i un 19,2% 65 anys o més.
L'edat mediana era de 39 anys. Per cada 100 dones de 18 o més anys hi havia 79,2 homes.
La renda mediana per habitatge era de 36.464 $ i la renda mediana per família de 48.825 $. Els homes tenien una renda mediana de 31.103 $ mentre que les dones 25.411 $. La renda per capita de la població era de 21.520 $. Entorn del 7% de les famílies i l'11,8% de la població estaven per davall del llindar de pobresa.

## Poblacions més properes
El següent diagrama mostra les poblacions més properes.